# Proceratosaurus
Proceratosaurus är en av de först funna coelurosaurierna någonsin. Det var dr Woodward som fann den 1910 i Great Oloite, Glouchestershire, England. Namnet betyder ”före Ceratosaurus” och levde för 167 miljoner år sedan i mellersta juraperioden. Den var 1,4 meter hög upp till höfterna och tre meter lång. Det man fann av den var delarna av en skalle.